# Nadir Shah
Nādir Shāh Afshār (in persiano نادر شاه افشار‎; anche conosciuto come Nāder Qolī Beg, trascritto da نادر قلی بیگ; o ancora Tahmāsp Qolī Khān, تهماسب‌ قلی خان; Dastgerd, novembre 1688 o 6 agosto 1692 – Quchan, 19 giugno 1747) fu scià di Persia (1736–47) e fondatore della dinastia degli Afsharidi.
Dato il suo indiscusso genio militare, da alcuni storici è stato coniato il soprannome di "Napoleone di Persia" o di "Secondo Alessandro Magno". Nādir Shāh era un membro della tribù turca Ashfar del nord della Persia, la quale prestò servizio militare allo stato Safavide sin dai tempi dello scià Ismāʿīl I.
Nādir Shāh salì al potere durante un periodo di anarchia in Persia, dopo una rivolta degli Afghani Hotaki, i quali avevano rovesciato il debole scià persiano Sultan Husayn, e dopo che sia gli ottomani che i Russi avevano assoggettato parti del territorio safavide. Nādir riunì il regno persiano e cacciò gli invasori. Divenne così potente da decidere di deporre gli ultimi membri della dinastia, che avevano governato la Persia per oltre duecento anni, divenendo lui stesso Shah nel 1736. Le sue campagne crearono un grande impero che comprendeva circa i territori degli odierni Iran, Iraq, Afghanistan, Pakistan, parti delle regioni caucasiche, dell'Asia centrale, e dell'Oman, ma le sue spese militari ebbero effetti devastanti sulle casse della rinnovata potenza persiana.
Nādir Shāh idolatrò Gengis Khan e Tamerlano, che considerava suoi predecessori come conquistatori dell'Asia centrale. Imitò le loro prodezze militari e, specialmente verso la fine del suo regno, la loro crudeltà. Le sue vittorie lo resero per breve periodo il sovrano più potente di tutto il Medio Oriente, ma il suo impero si disintegrò rapidamente dopo la sua morte nel 1747. Nādir Shāh è stato descritto come "l'ultimo grande conquistatore asiatico". È considerato il restauratore del potere persiano, nell'area che si interponeva tra l'Impero ottomano e l'Impero Moghul.

## Biografia

### I primi anni
Nādir Shāh nacque nella fortezza di Dastgerd all'interno di una famiglia appartenente al clan Qereqlu degli Afsharidi, una tribù Qizilbash seminomade insediata nelle valli settentrionali della Provincia di Khorasan, una provincia posta nella parte nordorientale dell'Impero persiano. Suo padre, Emam Qoli, era un mandriano che aveva svolto anche la professione di sarto.
All'età di 13 anni, suo padre morì e Nādir dovette trovare il modo di sostenere la propria famiglia e sua madre. Non aveva fonti di introiti altri che la produzione di legname che poi trasportava e vendeva al mercato. Molti anni dopo, ritornando trionfante dalla sua conquista di Delhi, guidò il suo esercito verso il suo luogo di nascita e tenne un discorso ai suoi generali circa i primi anni della sua vita e le sue privazioni. Disse in quell'occasione: "Vedete ora quale grandezza mi ha esaltato; quindi da qui ho imparato a disprezzare gli uomini di bassa estrazione". È pur vero che Nādir, sin dalla gioventù e per tutta la sua vita, ebbe poca considerazione nei confronti dei poveri e badò sempre e solo alla propria esaltazione ed alle proprie promozioni. La leggenda vuole che nel 1704, quando aveva circa 17 anni, una banda di mandriani uzbechi tatari invadesse la provincia di Khorāsān, dove Nādir viveva con sua madre. Questi uccisero molti contadini. Nādir e sua madre furono tra coloro che vennero schiavizzati. Sua madre morì in cattività, mentre Nādir riuscì a scappare e a ritornare nella provincia del Khorāsān nel 1708. Vivendo nelle circostanze più disperate, lui coi suoi amici si dedicavano a furti di pecore per poi rivenderle al mercato. Coi soldi fatti si spostarono verso le montagne.
Vivendo da fuggitivo, Nādir si presentò a un certo punto a un nobile persiano che lo impiegò come suo corriere per importanti messaggi alla corte reale di Isfahan dal 1712, accompagnato da un secondo corriere in queste missioni. In uno di questi viaggi, Nādir uccise il suo compagno corriere perché lo rallentava troppo, così disse, ma in realtà è probabilmente perché egli voleva ricoprire da solo quella posizione di prestigio per il suo padrone.
Alla corte di Sultan Husayn a Iṣfahān, Nādir diede una versione così convincente dell'uccisione del suo compagno che venne perdonato ed inviato dal suo padrone con doni. Ad ogni modo, al suo ritorno trovò il suo padrone indispettito. Dall'espressione del suo volto, Nādir comprese che il suo padrone non aveva assolutamente creduto alla sua versione dei fatti ed era intenzionato a ucciderlo. A complicare la faccenda egli si era innamorato follemente della figlia dell'aristocratico, ma il suo padrone si rifiutò categoricamente di considerare quel matrimonio. Per questo disaccordo e nell'intento di difendersi, Nādir uccise anche il nobiluomo e fuggì verso le montagne con la figlia dell'uomo che già portava in grembo il loro primogenito, Reza Qoli Mirza. Altri servi del defunto aristocratico si unirono a Nādir e formarono una banda di briganti che si dedicò a furti nella provincia del Mazanderan.

### Caos politico
Nādir crebbe durante gli ultimi anni di governo della dinastia Safavide che aveva retto le sorti della Persia dal 1502. Al suo picco di importanza, sotto figure come ʿAbbās il Grande, la Persia safavide era stata un potente impero, ma all'inizio del XVIII secolo lo stato era in serio declino e lo scià regnante, Sulṭān Ḥusayn, appariva un sovrano debole. Quando Sulṭān Ḥusayn tentò di reprimere una ribellione degli afghani Ghilzai a Kandahar, il governatore da lui inviato (Gurgin Khan) venne ucciso.
Sotto il loro capo Mahmud Hotaki, gli Afghani ribelli si mossero verso ovest contro lo scià stesso e nel 1722 sconfissero le forze imperiali nella Battaglia di Gulnabad assediando la capitale, Isfahan. Dopo che lo scià fallì nel suo tentativo di fuga e di radunare altrove un esercito come aveva progettato di fare, la città rimase alla carestia e Sulṭān Ḥusayn abdicò, lasciando il potere a Maḥmūd. Nel Khorasan, Nadir dapprima tentò di sottomettere il governatore locale afghano di Mashhad, Malek Maḥmūd, e poi si ribellò costruendo un proprio piccolo esercito. Il figlio di Sulṭān Ḥusayn si era nel frattempo autoproclamato Shāh Tahmasp II, ma aveva trovato ben poco supporto ed era stato costretto a trovare rifugio presso la tribù Qajar, che gli offrì di sostenerlo. Nel frattempo, inoltre, il rivale della Persia, l'Impero ottomano alleato coi Russi, aveva colto l'occasione del caos interno al paese per dividersi i suoi territori.
Nel 1722, la Russia, guidata da Pietro il Grande aiutata da alcuni reggenti caucasici che avevano in odio l'Impero safavide come Vakhtang VI, lanciarono la Guerra russo-persiana (1722-1723) nella quale la Russia riuscì a conquistare alcuni territori persiani del Caucaso settentrionale e meridionale, oltre a buona parte dell'entroterra settentrionale della Persia. Tra questi territori era incluso il Daghestan (con la città di Derbent), Baku, Gilan, Mazandaran e Astrabad. Le regioni ad ovest di questi confini, i territori iraniani di Georgia e Azerbaigian con l'Armenia vennero sottomessi ed annessi dagli Ottomani. Le nuove acquisizioni di Russi e Ottomani vennero confermate dalla firma del Trattato di Costantinopoli del 1724.

### Interregno della dinastia Hotak

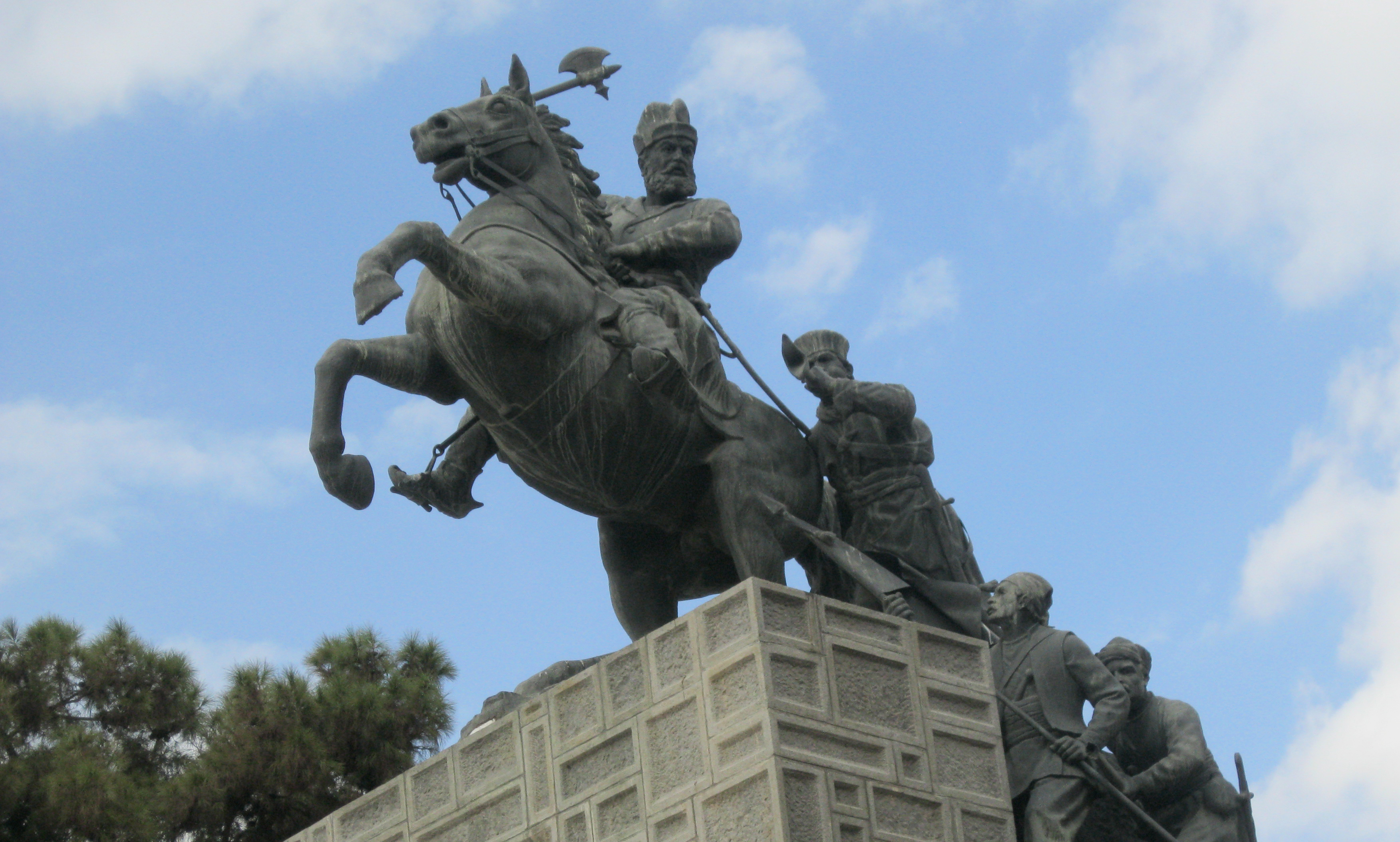
Statua di Nādir Shāh al museo Naderi.

Tahmāsp e i capi Qajar, Fatḥ ʿAlī Khān (antenato di Agha Mohammad Khan Qajar) contattarono Nadir e gli chiesero di aderire alla loro causa per scacciare gli afghani Ghilzai dal Khorāsān. Nādir accettò e divenne ben presto una figura principale nell'operazione. Quando Nādir scoprì che Fatḥ ʿAlī Khān era in corrispondenza segreta con Malek Maḥmūd rivelò questo fatto allo scià e Tahmāsp lo fece giustiziare e nominò Nādir quale nuovo capo del suo esercito. Nādir prese quindi il titolo di Tahmāsp Qolī (Servo di Tahmāsp). Sul finire del 1726, Nādir riprese Mashhad.
Nādir scelse di non marciare direttamente su Iṣfahān. Dapprima, nel maggio del 1729, sconfisse gli Afghani Abdalidi presso Herat e molti di loro in seguito si unirono alla sua armata. Il nuovo scià degli Afghani Ghilzai, Ashraf, decise di muoversi contro Nādir ma nel settembre del 1729 il generale persiano lo batté nella battaglia di Damghan e nuovamente nel novembre di quell'anno a Murchakhort, bandendo così gli Afghani per sempre dal suolo persiano. Ashraf fuggì e Nādir poté infine entrare a Iṣfahān, consegnandola a Tahmāsp nel dicembre di quello stesso anno. La gioia dei cittadini venne ben presto disillusa quando Nādir saccheggiò la città per ripagare il suo esercito. Tahmāsp nominò Nādir governatore delle province orientali dell'impero, tra cui quella sua nativa di Khorāsān, e gli diede in moglie sua sorella. Nādir inseguì e sconfisse Ashraf, che venne ucciso infine dai suoi stessi commilitoni. Nel 1738 Nādir Shāh assediò e distrusse l'ultima fortezza Hotak a Kandahar. Costruì una nuova città nei pressi di Kandahār che nominò "Nāderābād".

### La prima campagna ottomana e la riconquista del Caucaso

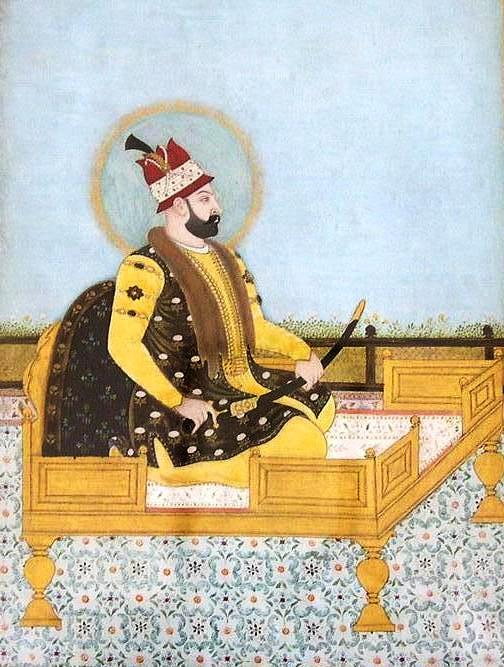
Dipinto raffigurante Nādir Shāh.

Nella primavera del 1730, Nādir attaccò il grande rivale della Persia, l'Impero ottomano, e riottenne molti dei territori persi durante gli ultimi tumulti nell'Impero persiano. Nel contempo, gli Afghani abdalidi si ribellarono e assediarono Mashhad, costringendo così Nādir a sospendere la sua campagna per salvare suo fratello, Ebrāhīm. Nādir impiegò quattordici mesi per sedare la rivolta.
Le relazioni tra Nādir e lo scià si erano incrinate sempre più dal momento che quest'ultimo era divenuto geloso dei successi militari del suo generale. Mentre Nādir era assente impegnato nella guerra ad est, quindi, Tahmāsp tentò di prendere personalmente il controllo della situazione dell'esercito lanciando una fallimentare campagna per riprendere il controllo di Erevan. La campagna si concluse con la perdita di tutte le recenti acquisizioni che Nādir aveva ottenuto dagli Ottomani, e con la firma di un trattato che cedeva la Georgia e l'Armenia ai Turchi in cambio della città di Tabriz. Nādir, furioso, vide che il momento era opportuno per estromettere Tahmāsp dal potere. Egli denunciò pubblicamente il trattato, cercando supporto popolare per una guerra contro gli Ottomani. A Iṣfahān, Nādir trovò Tahmāsp ubriaco e lo mostrò ai cortigiani chiedendo se un uomo del genere fosse adatto per essere il loro sovrano. Nel 1732 fu Nādir a costringere Tahmāsp ad abdicare in favore di suo figlio ancora infante, ʿAbbās III, per conto del quale Nādir divenne reggente.
Nādir decise di continuare la guerra del 1730-35, che poté riottenergli i territori dell'Armenia e della Georgia oltre ad assediare la città ottomana di Baghdad che egli offrì in cambio delle province perdute, ma i suoi piani vennero compromessi quando il suo esercito venne battuto dal generale ottomano Topal Osman Pascià presso la città nel 1733. Nādir decise che era necessario riprendere l'iniziativa bellica quanto prima per salvare la sua posizione in quanto alcune rivolte già erano scoppiate in Persia. Fronteggiò quindi Topal, lo sconfisse e lo uccise. Assediò quindi Baghdad e Ganja nelle province settentrionali, cercando addirittura di stringere un'alleanza coi russi in funzione anti-turca. Nādir ottenne una grande vittoria sulle forze ottomane nettamente superiori a Baghavard e dall'estate del 1735, l'Armenia e la Georgia poterono dirsi nuovamente persiane. Nel marzo del 1735, siglò un trattato con i russi a Ganje col quale questi ultimi si accordarono per ritirare tutte le loro truppe dal territorio persiano, che venne restaurato alla situazione del Trattato di Resht del 1732, riportando l'egemonia persiana sul Caucaso e sull'Iran.

### Ascesa al trono

Nādir Shāh in un dipinto d'epoca.

Alcuni intimi amici di Nādir gli suggerirono, dopo una grande festa di caccia nella pianura di Mughan (attualmente divisa tra Azerbaijan e Iran), che egli avrebbe potuto essere proclamato scià al posto del giovane ʿAbbās III. In questo gruppo si trovavano persone del calibro di Tahmasp Khan Jalayer e Hasan-Ali Beg Bestami. Tutti gli amici di Nādir erano concordi ma Hasan-Ali era rimasto per tutto il tempo in silenzio. Quando Nādir gli chiese come mai era rimasto così silenzioso, Hasan-Ali rispose che la miglior cosa che Nadir potesse fare fosse di assemblare tutti gli uomini dello stato e " sigillare un documento di consenso". Nādir approvò questa proposta e gli scrittori della sua cancelleria, tra cui lo storico di corte Mirza Mehdi Khan Astarabadi, vennero istruiti nell'inviare questi ordini ai capi miliari e religiosi oltre che ai nobili della nazione affinché fossero convocati a palazzo. Gli inviti, partiti nel novembre del 1735, fecero sì che dal gennaio del 1736 iniziassero ad arrivare i primi convenuti. Nello stesso mese di gennaio del 1736, Nadir tenne un Kuriltai (un grande incontro come era nella tradizione di Gengis Khan e Tamerlano) nelle pianure di Moghan. Ciascuno dei presenti fu favorevole alla proposta che Nadir fosse proclamato sovrano e molti, anche se non tutti, ne furono entusiasti, mentre gli altri rimanevano terrorizzati dal fatto che Nadir avrebbe potuto accanirsi su di loro se avessero mostrato supporto ai deposti safavidi. Nādir venne incoronato scià di Persia l'8 marzo 1736, data che i suoi astrologi avevano scelto in quanto particolarmente propizia, alla presenza di una "grande assemblea" composta da militari, religiosi e nobili della nazione, oltre che dall'ambasciatore ottomano in Persia, ʿAlī Pascià.

### Politica religiosa

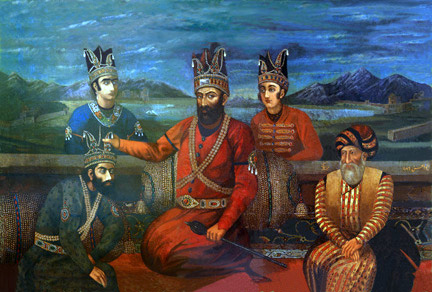
Nādir Shāh e due dei suoi figli.

I Safavidi avevano introdotto lo sciismo come religione di Stato in Persia. Nādir venne probabilmente cresciuto come sciita ma successivamente sposò la fede sunnita. Egli credeva che lo sciismo safavide avesse intensificato i conflitti coi sunniti Ottomani. Il suo esercito era un misto di sciiti e sunniti (con una minoranza di cristiani) ed includeva Qizilbash, uzbechi, pashtun, cristiani georgiani e armeni, oltre ad altre minoranze. Egli era intenzionato a far adottare alla Persia una forma di religione che fosse più accettabile dai sunniti e suggerì che lo Stato dovesse adottare quella forma di sciismo "moderato", chiamato "ja'farismo", così detta in onore del sesto imam sciita Jaʿfar al-Ṣādiq.
Egli bandì quindi certe pratiche sciite che erano particolarmente offensive nei confronti dei sunniti come ad esempio la maledizione dei primi tre califfi. Personalmente Nādir si dice che avesse differenti visioni sulla religione e un gesuita francese che aveva servito la sua persona come medico riportò che era difficile inquadrarlo in una credenza religiosa specifica, ma gli amici migliori lo definivano più propriamente un ateo. Nādir sperava dunque che il ja'farismo venisse accettato come quinta scuola (madhhab) dell'Islam sunnita e che gli Ottomani avrebbero ammesso anche questi fedeli all'annuale pellegrinaggio a Mecca.
Nei successivi negoziati di pace, gli Ottomani si rifiutarono di includere i jafaristi come quinta madhhab ma permisero ai pellegrini persiani comunque di partecipare ai pellegrinaggi. Nādir si dimostrò interessato a mantenere i diritti religiosi dei persiani in particolare per il commercio portato dai pellegrini. L'altra speranza primaria di Nādir erano le sue riforme religiose necessarie dal momento che lo sciismo era stato uno dei principali elementi di supporto della dinastia precedente. Egli fece strangolare il mullah di Persia dopo che questo aveva espresso pieno supporto ai Safavidi. Tra le sue riforme vi fu l'introduzione di quello che divenne noto come kolāh-e Nāderī, un cappello con quattro punte che simboleggiava i primi quattro califfi.
Nel 1741, otto mullah musulmani e tre europei oltre a cinque sacerdoti armeni tradussero il Corano e i Salmi in persiano. La commissione venne supervisionata da Mīrzā Moḥammad Mahdī Khan Monšī, lo storiografo di corte ed autore del Tarīkh-e Jahāngoshay-e Nāderī (Storia delle guerre di Nādir Shāh). Terminata la traduzione venne presentata a Nādir Shāh a Qazvīn nel giugno del 1741, ma egli si disse ad ogni modo poco soddisfatto dell'opera svolta.

### Invasione dell'impero moghul

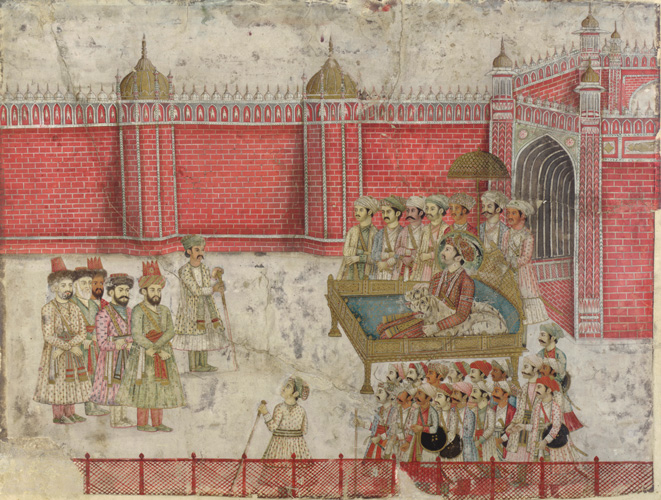
Le forze Afsharidi negoziano con un nawab moghul.

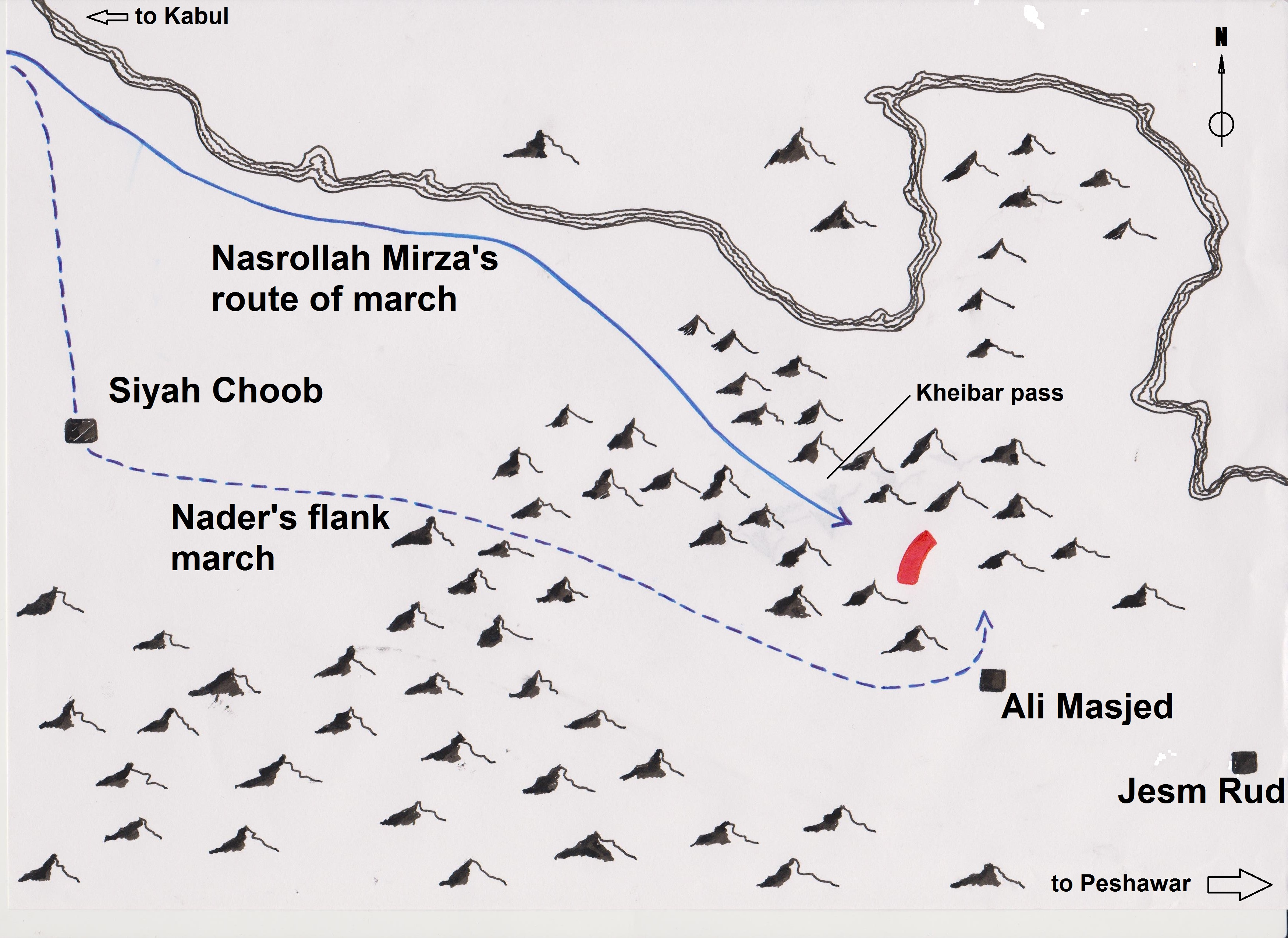
La marcia dell'esercito di Nādir alla Battaglia del passo di Khyber è stata definita un "pezzo di storia militare" dal generale e storico russo Kishmishev.

Nel 1738, Nādir Shāh aveva conquistato Kandahār, l'ultimo avamposto della dinastia Hotak. I suoi pensieri erano ora rivolti all'Impero moghul e alla sua capitale, Delhi. Questo era lo stato musulmano più ricco dell'est ma era anche il più debole internamente in quanto la sua aristocrazia era perennemente in lotta e di questo stava già approfittando l'induista impero Maratha a sudovest. Il suo regnante Muhammad Shah era ormai senza poteri ed andava verso la fine del suo impero. Nadir chiese all'imperatore moghul di restituirgli i ribelli afghani che presso i confini dell'India avevano trovato rifugio ma questi rifiutò. Nadir utilizzò dunque questo pretesto per attraversare il confine e invadere l'impero indiano, e con una brillante campagna contro il governatore di Peshawar prese un piccolo contingente delle proprie forze per attraversare i passi montani e colse le forze nemiche al Passo di Khyber cogliendo i nemici di sorpresa, battendoli malgrado fossero il doppio. Questa vittoria portò alla cattura di Ghazni, Kabul, Peshawar, Sindh e Lahore. Muovendosi nei territori moghul venne lealmente accompagnato dal futuro re di Georgia, Eraclio che guidò il contingente georgiano che era parte delle forze di Nadir. A seguito della sconfitta delle forze moghul, Nādir si spinse ancora più all'interno dell'India attraversando il fiume Indo prima della fine dell'anno. La notizia dell'avanzata dei persiani provocò non poca costernazione a Delhi, fatto che spinse l'imperatore moghul, Moḥammad Shāh, a radunare un esercito di 300.000 uomini ed a marciare contro quello dei suoi nemici.

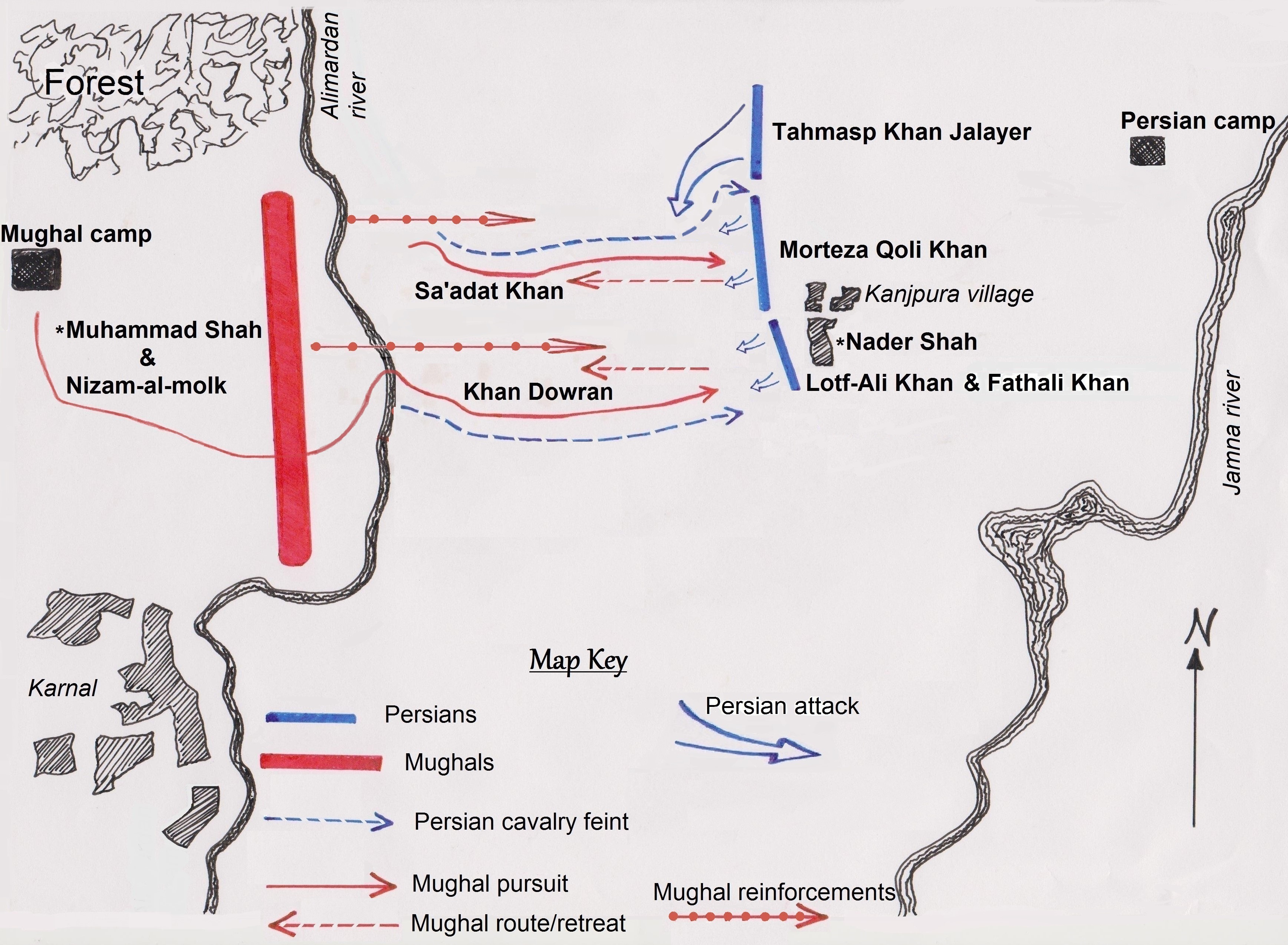
Alla Battaglia di Karnal, Nadir schiacciò l'enorme esercito moghul di sei volte più grande del proprio.

Pur vantando i moghul una superiorità numerica di 1:6, Nādir Shāh riscì a schiacciare il loro esercito in meno di tre ore di combattimento nella Battaglia di Karnal del 13 febbraio 1739. Dopo questa spettacolare vittoria, Nādir catturò Moḥammad Shāh ed entrò con lui a Delhi. Quando si sparse la voce falsa che Nadir era stato assassinato, alcuni indiani della città iniziarono ad attaccare e ad uccidere i persiani. Nādir, furioso, reagì ordinando ai suoi soldati di saccheggiare la città. Durante il corso della giornata (22 marzo) 20.000-30.000 indiani vennero uccisi dalle truppe persiane, fatto che costrinse Moḥammad Shāh a chiedere clemenza a Nādir.
Nādir si accordò per cessare i massacri e a ritirarsi dalla città, ma Moḥammad Shāh gli dovette dare di conseguenza le chiavi del tesoro reale perdendo in quell'occasione una serie di oggetti preziosi come il Trono del Pavone che divenne un simbolo della potenza imperiale persiana. Si è stimato che Nadir prese con sé un tesoro per un valore di 700.000.000 di rupie. Tra i molti gioielli, Nādir ottenne anche i diamanti Koh-i-Noor e Darya-ye Noor. Le truppe persiane lasciarono Delhi all'inizio di maggio del 1739, ma prima di lasciare la città, Nadir decise di farsi cedere tutti i territori ad est dell'Indo da Moḥammad Shāh. I soldati di Nadir portarono in Persia anche un centinaio tra elefanti, cavalli e cammelli. Le somme saccheggiate in India fecero si che Nadir poté fermare la tassazione in Iran per un periodo di tre anni dopo il suo ritorno. Il suo obbiettivo rimaneva comunque avere il denaro necessario per proseguire la lotta contro il vicino Impero ottomano, e proseguire altre campagne nel Caucaso settentrionale.

### Espansione territoriale e la seconda guerra ottomana
La campagna indiana fu lo zenit della carriera di Nādir. Lo scià iniziò a divenire sempre più dispotico e la sua salute mentale iniziò a declinare. Aveva lasciato suo figlio Reżā Qolī Mīrzā a dirigere la Persia in sua assenza. Reza aveva mantenuto l'ordine, talvolta con crudeltà, preservando comunque la pace in Persia. Avendo avuto voce del fatto che suo padre era morto, aveva realizzato i primi preparativi per assumerne la corona. Questi includevano l'assassinio dell'ex scià Tahmāsp e della sua famiglia, incluso ʿAbbās III che aveva nove anni. Saputa la notizia, la moglie di Reżā, che era la figlia di Tahmāsp, si suicidò. Nādir non fu impressionato dal gesto del figlio quando lo seppe, ma lo redarguì severamente per quanto accaduto per poi prenderlo con sé in una spedizione per conquistare il territorio della Transoxiana. Nel 1740 conquistò il Khanato di Khiva. Dopo che i Persiani ebbero forzato gli Uzbechi del khanato di Bukhara a sottomettersi, Nādir era intenzionato a far sposare a Reżā la figlia primogenita del khān in quanto discendente dell'eroe Gengis Khan, ma Reżā si rifiutò e Nādir la sposò per sé. Nādir conquistò inoltre il Khwarezm durante la sua spedizione in Asia centrale.

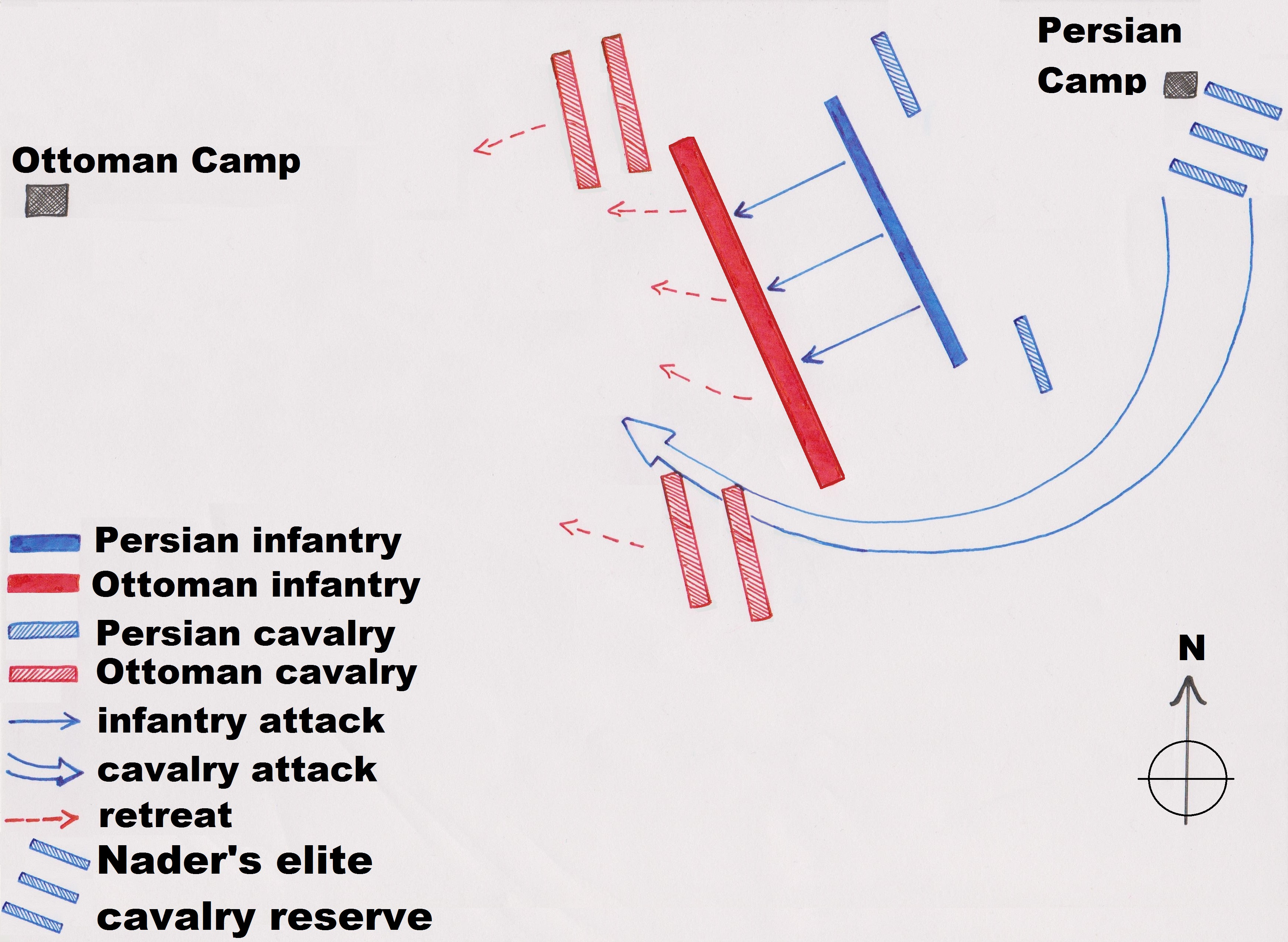
La Battaglia di Kars, del 1745, fu l'ultima grande battaglia sul campo di Nādir nella sua spettacolare carriera militare.

Nādir decise di punire il Daghestan per la morte di suo fratello Ebrāhīm Qolī che era rimasto ucciso in una campagna militare alcuni anni prima. Nel 1741, mentre Nādir stava attraversando la foresta di Mazanderan sul percorso per raggiungere il Daghestanis, un assassino gli sparò ma Nādir rimase ferito solo di striscio. Di questo fatto egli iniziò a sospettare suo figlio e lo confinò a Teheran. Il peggioramento della salute mentale di Nādir peggiorò ulteriormente il suo temperamento e fu proprio questa una delle cause della sua perdita di iniziativa nella guerra contro i Lezgini del Daghestan. Questi ripresero infatti una guerriglia che i persiani non riuscirono a frenare. Anche se Nādir riuscì a conquistare gran parte del Daghestan durante la campagna, la guerra impegnata dai Lezgini, dagli Avari e dai Lak fece avere breve vita alle conquiste persiane nella regione del Caucaso settentrionale; alcuni giorni dopo, Nādir venne costretto a ritirarsi. Contemporaneamente, Nādir accusò suo figlio pubblicamente di aver tentato il suo assassinio in Mazanderan pagando un killer. Reżā Qolī protestò pesantemente per la sua innocenza, ma venne accecato dal padre per punizione, anche se questi se ne pentì subito dopo. Poco dopo, Nādir iniziò a giustiziare i nobili che avevano difeso suo figlio. In questi ultimi anni, Nādir divenne sempre più paranoico, ordinando l'assassinio di un gran numero di nemici o sospettati tali.
Data la ricchezza comunque ottenuta in India, Nādir iniziò anche la costruzione della Marina persiana. Col legno proveniente da Mazandaran, costruì le prime navi al porto di Bushehr che andarono ad unirsi a quelle conquistate in India. riprese l'isola del Bahrain dagli Arabi. Nel 1743, conquistò l'Oman e la sua capitale Mascate. Nel 1743, Nādir iniziò un'altra guerra contro l'Impero ottomano. Malgrado l'avere un grande esercito a propria disposizione, la campagna di Nadir non fu brillante a livello militare. Si concluse nel 1746 con la firma del Trattato di Kerden, col quale gli ottomani permisero a Nādir di occupare solo Najaf.

### Politica interna
Nādir cambiò in quegli anni il sistema monetario iraniano. Egli coniò delle monete in argento chiamate Nāderī che erano di egual valore rispetto alla rupia moghul dell'epoca. Nadir preferì però attuare con discontinuità la politica di pagare i soldati con appezzamenti di terra. Come avevano fatto gli ultimi safavidi, Nadir si dedicò a reinsediare le tribù della Persia, trasformando i Shahsevan, un gruppo nomade dell'Azerbaijan il cui nome significava letteralmente "coloro che amano lo scià", in una confederazione tribale per difendere l'Iran dai vicini turchi e russi. Inoltre, egli incrementò il numero di soldati sotto il suo comando e ridusse quelli sotto il controllo delle tribù e dei governatori provinciali, accentrando di fatti a sé anche il controllo militare. Le sue riforme rafforzarono il paese, ma influirono poco sulla situazione economica.

### Morte

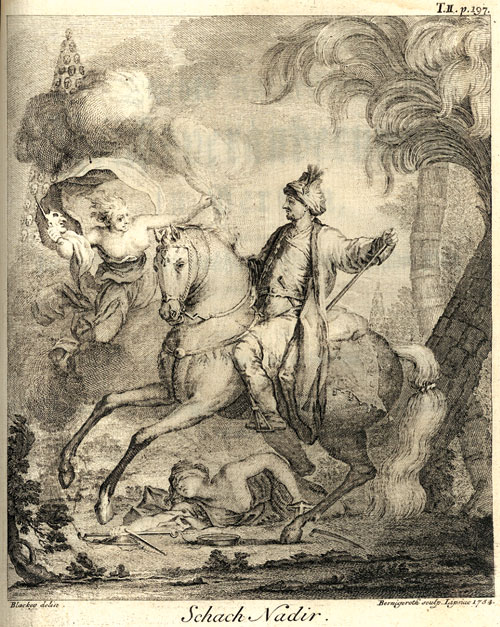
Visione occidentalizzata di Nādir negli ultimi anni di vita da un'opera di Jonas Hanway (1753). Sullo sfondo si nota una torre di teschi umani.

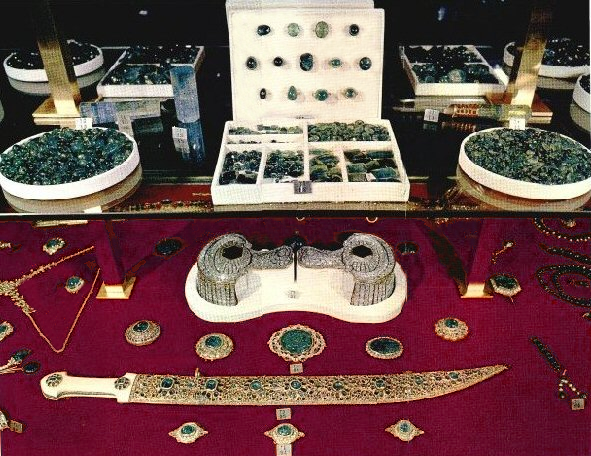
Il pugnale di Nādir Shāh con una piccola parte del suo tesoro personale. Attualmente essi fanno parte dei Gioielli della corona di Persia.

Nadir divenne sempre più crudele nella sua amministrazione dello stato sia per la sua malattia sia per il suo desiderio di accumulare sempre più denaro e ricchezze per pagare le sue costose campagne militari. Nuove rivolte scoppiarono e Nadir le schiacciò violentemente, iniziando a costruire torri di teschi con le vittime dei suoi massacri ad imitazione di quanto a suo tempo fatto da Tamerlano, uno dei suoi eroi mitici. Nel 1747 Nādir si recò in Khorāsān, dove intendeva punire i ribelli curdi. Molti dei suoi ufficiali temevano che egli stesse però anche tramando contro loro stessi e pertanto essi decisero di agire per primi assassinandolo il 20 giugno 1747, a Quchan nel Khorasan. Venne sorpreso nel sonno da Ṣalāḥ Bey, capitano delle guardie, e trafitto da una spada. Nādir fu in grado di uccidere due dei suoi assassini prima di morire.

## Eredità
Dopo la sua morte, gli successe suo nipote ʿAlī Qolī, che si rinominò ʿĀdil Shāh ("re giusto"). Adil Shah fu probabilmente uno dei coinvolti nell'assassinio di Nādir. ʿĀdil Shāh venne deposto nel giro di un anno. Durante la lotta tra ʿĀdil Shāh, suo fratello Ibrāhīm Khān e Shāh Rūkh gran parte dei governatori provinciali dichiararono la loro indipendenza dallo stato persiano andando a formare stati loro personali e l'intera Persia cadde in uno stato di anarchia. L'Oman e i khanati uzbechi di Bukhara e Khiva riottennero la loro indipendenza, mentre l'Impero ottomano riconquistò l'Anatolia orientale e la Mesopotamia. Alla fine, Karim Khan fondò la dinastia Zand e divenne il solo regnante dell'Iran dal 1760. Eraclio II di Georgia, che nel 1744 era stato nominato re di Cartalia dallo stesso Nādir per il suo leale servizio, prese il controllo totale dei propri territori e proclamò una formale indipendenza dal governo persiano. Negli anni successivi egli procedette all'unificazione del proprio regno con quello di Cachezia divenendo il primo re georgiano dopo tre secoli a gestire una propria politica indipendente, riuscendo a mantenere l'autonomia dei suoi domini sino all'arrivo della dinastia Qajar. Il resto dei territori iraniani nel Caucaso, comprendenti l'attuale Azerbaigian, Daghestan e Armenia vennero governati dai khanati caucasici, e pur essendo vassalli dello scià, erano de facto semi-indipendenti e tali rimasero sino all'avvento della dinastia Qajar alcuni decenni dopo. Ad est, Aḥmad Shāh Durrānī aveva già proclamato la propria indipendenza con la fondazione del moderno Afghanistan. L'Iran infine perse il Bahrain durante l'invasione dei B. Utba del 1783.
Nādir Shāh era molto conosciuto anche al pubblico europeo dell'epoca. Nel 1768, Cristiano VII di Danimarca commissionò al filologo William Jones di tradurre in francese una biografia persiana scritta dal suo ministro Mirza Mehdi Khan Astarabadi. Questa venne pubblicata nel 1770 col titolo di Histoire de Nadir Chah. La campagna indiana di Nadir inoltre allertò la British East India Company dell'estrema debolezza dell'impero moghul e della possibilità dunque di approfittare di questo vuoto di potere per ulteriori colonizzazioni. Senza Nādir, "l'arrivo degli inglesi [in India] sarebbe stato ritardato e sarebbe giunto in forma differente, con ripercussioni globali importanti".